# Uncinorhynchus westbladi
Uncinorhynchus westbladi is een platworm (Platyhelminthes). De worm is tweeslachtig. De soort leeft in het zoute water.
Het geslacht Uncinorhynchus, waarin de platworm wordt geplaatst, wordt tot de familie Gnathorhynchidae gerekend. De wetenschappelijke naam van de soort werd voor het eerst geldig gepubliceerd in 1952 door Karling.